# لتوم

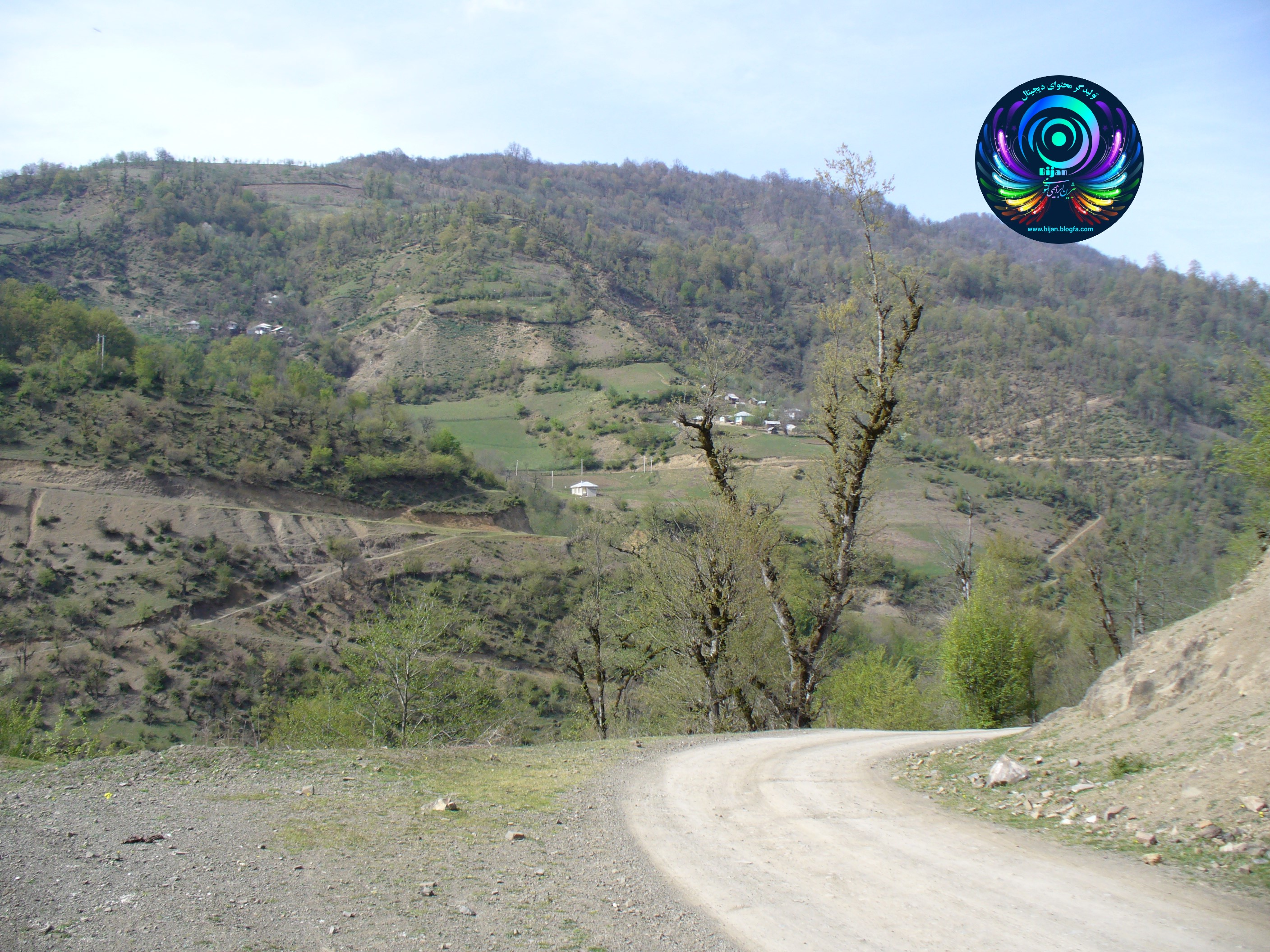
چشم‌اندازی زیبا از ییلاق لتوم

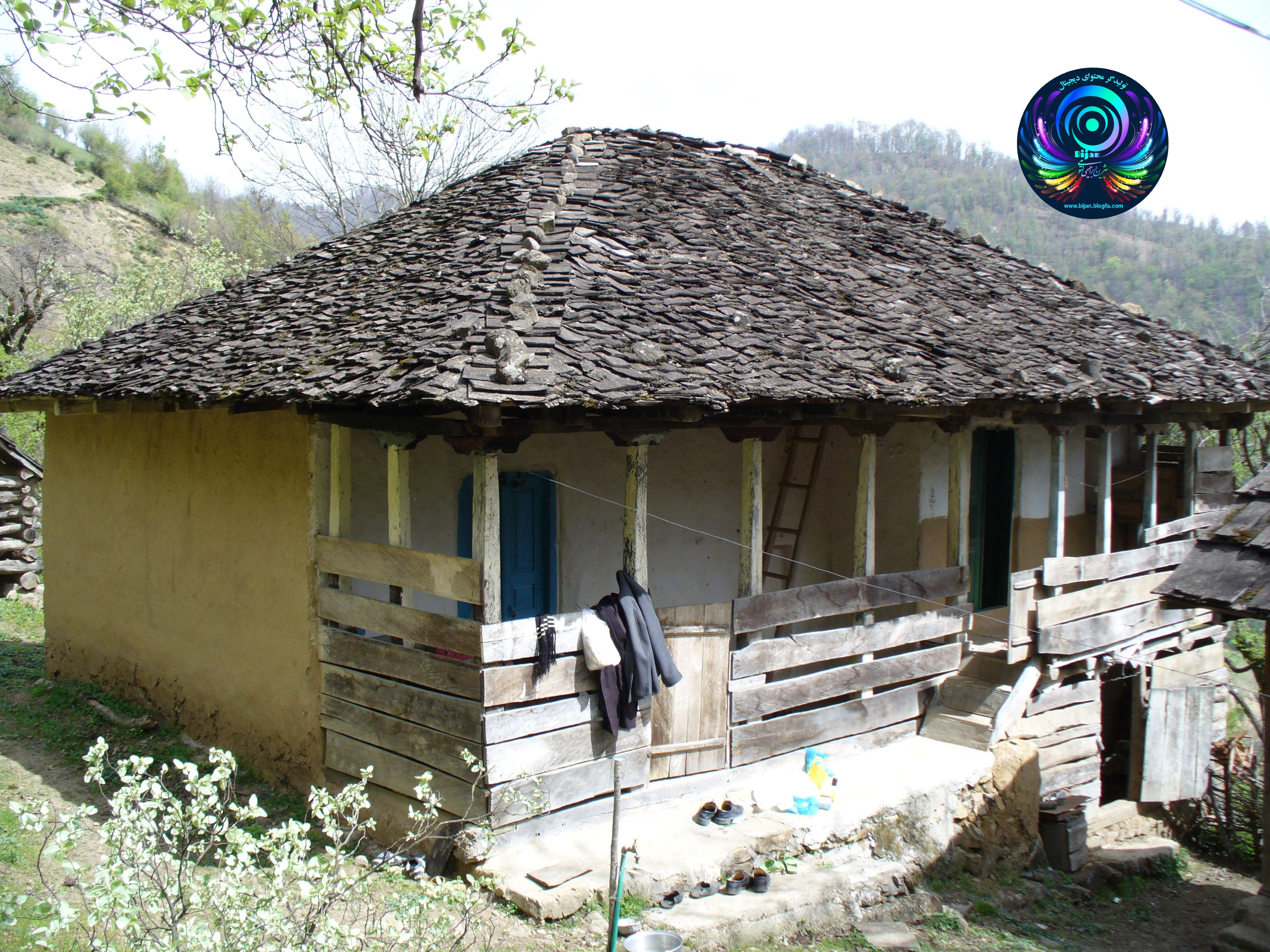
یک خانه قدیمی در ییلاق لتوم

لتوم روستایی از توابع بخش پره‌سر شهرستان رضوان‌شهر در استان گیلان ایران است. برای رفتن به این روستا می‌بایستی از جادهٔ پونل به خلخال و از کنار سد در دست احداث شفارود عبور کرد.
از جادهٔ اصلی تا روستای لتوم ۴ کیلومتر مسیر خاکی وجود دارد و باید از کنار روستای خجه دره گذشت.
لتوم پوشیده از درختان کهنسال گردو و سایر گونه‌های درختی جنگلی از قبیل شمشاد، توسکا، جنگلی، زبان‌گنجشک، شاه بلوط و… می‌باشد.
کمی بالاتر از لتوم محلهٔ کوچک دیگری هم وجود دارد که «دشتیهَ» نام دارد و البته جزئی از لتوم است.
لازم به ذکر است، هم اکنون با نصب تجهیزات دریافت و ارسال سیگنال ماهواره‌ای، پخش کلیه‌ی شبکه‌های دیجیتال زمینی و همچینین با نصب دکل مخابراتی امکان آنتن‌دهی اپراتورهای همراه در این منطقه‌ی ییلاقی نیز میسر شده است.

## جمعیت
این روستا در مجاورت دهستان ارده قرار دارد و براساس سرشماری مرکز آمار ایران در سال ۱۳۸۵، جمعیت آن ۱٬۷۳۳ نفر (۴۵۰خانوار) بوده‌است.
مردم روستای لتوم به زبان تالشی تکلم می‌کنند .